# Drakesville (Iowa)
Pour les articles homonymes, voir Drakesville.
Drakesville est une ville du comté de Davis, en Iowa, aux États-Unis. Elle est incorporée le 5 mai 1866. 

## Source de la traduction
- (en) Cet article est partiellement ou en totalité issu de l’article de Wikipédia en anglais intitulé « Drakesville, Iowa » (voir la liste des auteurs).